# Legami di famiglia (film 1989)
Legami di famiglia è un film del 1989, diretto da Jonathan Kaplan.

## Trama
Una coppia di giovani ragazzi con problemi economici, decide di dare in adozione il bambino che sta aspettando. Lei è una parrucchiera minorenne, lui un giovane musicista spiantato con velleità artistiche, che non può permettersi di mantenere né lei né il bambino. La ragazza, allora, decide di dare il bambino in adozione ad una coppia che non può avere figli. I due agiati professionisti entrano così nella sua vita, cominciando a trepidare per la nascita. Quando il piccolo viene al mondo, la giovane madre si pente dell'impegno preso e lo rivuole indietro, ma le difficoltà economiche e psicologiche della giovanissima coppia fanno sì che il bimbo venga riportato ai genitori adottivi.